# Emma Ghiringhelli
Emma Ghiringhelli (fl. XX secolo) è stata una velocista, altista e lunghista italiana degli anni 1920.

## Carriera
Tesserata per l'Unione Sportiva Milanese, il 16 aprile 1922 fece registrare, insieme a Bruna Pizzini, il primo record italiano femminile del salto in alto con la misura di 1,15 m, che resistette fino al 20 maggio dello stesso anno, quando fu migliorato da Andreina Sacco con la misura di 1,30 m.
Nel 1923 prese parte ai primi campionati italiani femminili di atletica leggera. Qui conquistò due medaglie d'argento nei 250 metri piani e negli 83 metri ostacoli, mentre nel salto in alto le fu consegnata la medaglia di bronzo con la misura di 1,19 m. Circa due mesi dopo, a Milano, migliorò il record italiano del salto in lungo portandolo a 4,705 m.
Ai campionati italiani femminili del 1924 conquistò un'altra medaglia d'argento nella staffetta 4×200 metri insieme alle compagne di squadra Bruna Nebuloni, Angelina Dassì e Ginetta Zacconi.

## Record nazionali
- Salto in alto: 1,15 m (Montecarlo, 16 aprile 1922)
- Salto in lungo: 4,705 m ( Milano, 29 luglio 1923)

## Progressione

### 80 metri piani
| Stagione | Tempo  | Luogo   | Data       | Rank. Ita. |
| -------- | ------ | ------- | ---------- | ---------- |
| 1923     | 11"0   | Bergamo | 30-9-1923  | 5ª         |
| 1922     | 10"9 s | Baveno  | 13-8-1922  | 3ª         |
| 1921     | 10"9 s | Bergamo | 16-10-1921 | 2ª         |

### 250 metri piani
| Stagione | Tempo  | Luogo  | Data      | Rank. Ita. |
| -------- | ------ | ------ | --------- | ---------- |
| 1923     | 38"4/5 | Milano | 10-5-1923 | 6ª         |
| 1922     | 38"9 s | Milano | 18-6-1922 | 4ª         |

### 83 metri ostacoli
| Stagione | Tempo  | Luogo  | Data     | Rank. Ita. |
| -------- | ------ | ------ | -------- | ---------- |
| 1924     | 15"2/5 | Milano | 4-5-1924 | 3ª         |
| 1923     | 16"3/5 | Milano | 6-5-1923 | 4ª         |

### Salto in alto
| Stagione | Misura | Luogo  | Data      | Rank. Ita. |
| -------- | ------ | ------ | --------- | ---------- |
| 1924     | 1,28 m | Milano | 22-6-1924 | 6ª         |
| 1923     | 1,29 m | Milano | 15-7-1923 | 5ª         |

### Salto in lungo
| Stagione | Misura  | Luogo  | Data      | Rank. Ita. |
| -------- | ------- | ------ | --------- | ---------- |
| 1924     | 4,28 m  | Milano | 22-6-1924 | 6ª         |
| 1923     | 4,705 m | Milano | 29-7-1923 | 2ª         |

## Campionati nazionali
1923
- Argento ai campionati italiani assoluti, 250 m - 39"3/5
- Argento ai campionati italiani assoluti, 83 m hs - 16"3/5
- Bronzo ai campionati italiani assoluti, salto in alto - 1,19 m

1924
- Argento ai campionati italiani assoluti, staffetta 4×200 m - 2'03"4/5 (con Bruna Nebuloni, Angelina Dassì, Ginetta Zacconi)